# 台北小城站
台北小城站位於台灣新北市新店區安一路與僑信路路口，為新北捷運安坑輕軌的捷運車站。

## 歷史
- 2023年2月10日，本站随安坑轻轨的通車而启用[1][2]。

## 車站構造
側式月台兩座。

### 月台配置
| 地面               |                                              |
| 側式月台，右側開門 |                                              |
| 一月台             | ← 安坑輕軌 往雙城方向（K02 玫瑰中國城站）    |
| 二月台             | 安坑輕軌 往十四張方向（K04 耕莘安康院區站）→ |
| 側式月台，右側開門 |                                              |
| 出入口             | 連通道                                       |

## 車站出入口
| 出入口 | 圖片 | 位置 |
| ------ | ---- | ---- |
|        |      |      |

## 車站周邊
- 達觀國中小
- 台北小城
- 內政部警政署保安警察第二總隊刑事警察大隊
- 新北仁康醫院
- 新北市公共自行車租賃系統
  - 輕軌台北小城站(北側)
  - 輕軌台北小城站(南側)

## 公車資訊
| 編號          | 經營業者            | 區間                         | 備註                                           |
| ------------- | ------------------- | ---------------------------- | ---------------------------------------------- |
| 綠8           | 新店客運            | 台北小城－中和               | 安豐路站、台北小城(三)站                       |
| 綠15          | 新店客運            | 綠野香坡－捷運大坪林站       | 輕軌達觀國中小站(達觀國中小)站                 |
| 跳蛙公車      | 欣欣客運            | 台北小城-大坪林              | 輕軌達觀國中小站(達觀國中小)站、台北小城(三)站 |
| 779繞駛安一路 | 臺北客運            | 三峽－新店                   | 輕軌達觀國中小站(達觀國中小)站                 |
| 安坑1         | 臺北客運 大都會客運 | 二叭子植物園－台北小城       | 輕軌達觀國中小站(達觀國中小)站、台北小城(三)站 |
| 安坑2         | 臺北客運 大都會客運 | 黎明清境－玫瑰中國城         | 輕軌達觀國中小站(達觀國中小)站                 |
| 安坑3         | 臺北客運 大都會客運 | 綠野香坡－安忠路             | 輕軌達觀國中小站(達觀國中小)站                 |
| 安坑5         | 臺北客運 大都會客運 | 五城社區－輕軌耕莘安康院區站 | 輕軌達觀國中小站(達觀國中小)站                 |

## 外部連結
- 安坑輕軌路線圖-新北大眾捷運股份有限公司 （页面存档备份，存于）
- 安坑輕軌K03台北小城-新北大眾捷運股份有限公司 （页面存档备份，存于）